# Narrenmarsch

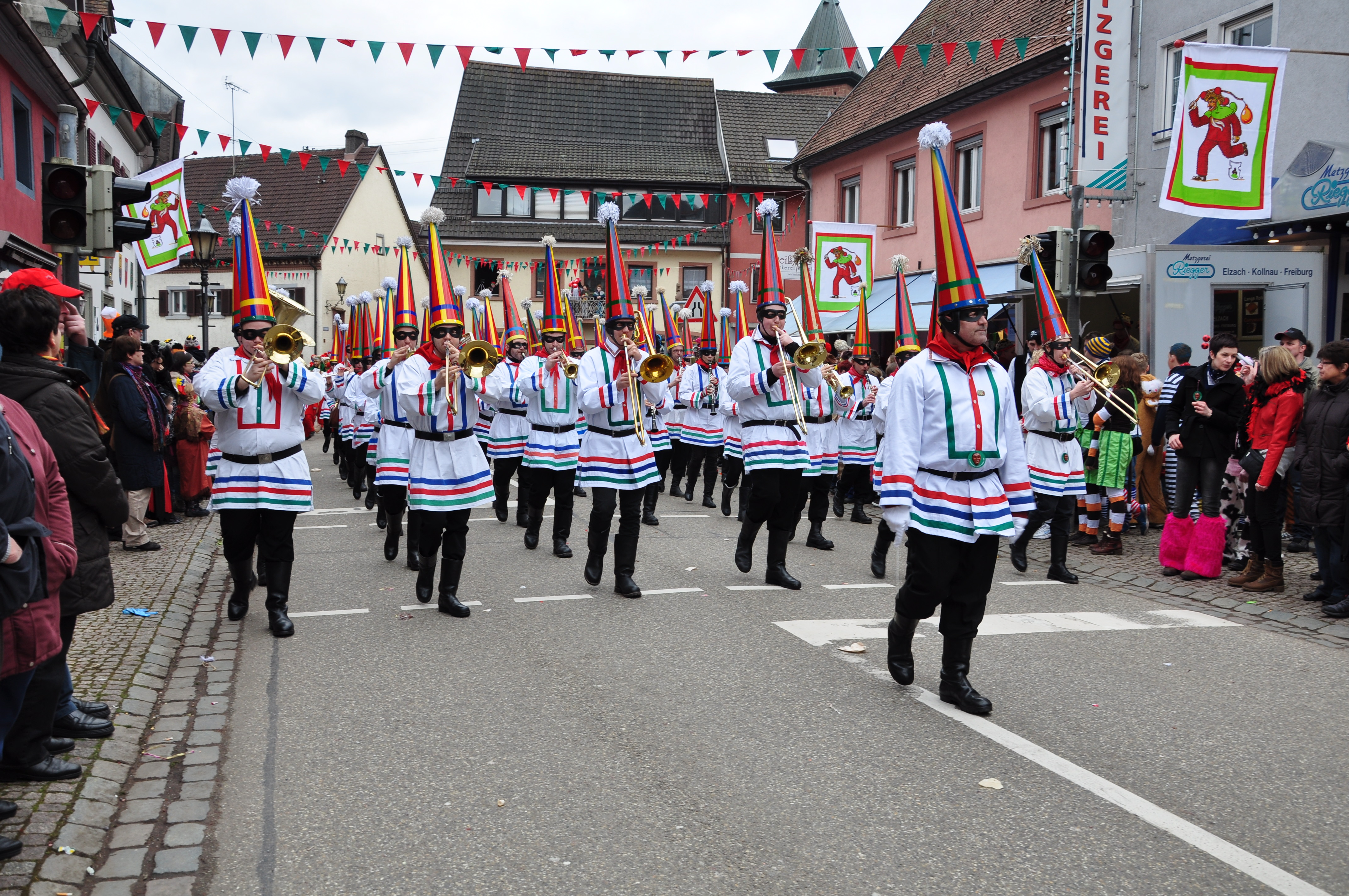
Stadtmusik Elzach beim Narrenlaufen 2014

Ein Narrenmarsch ist eine Komposition der Marschmusik, die nur zur Fastnacht gespielt wird. Insbesondere in der Tradition der schwäbisch-alemannischen Fasnet gibt es in fast jedem Ort einen eigenen Narrenmarsch. Die Märsche werden während der Narrensprünge und bei anderen öffentlichen Auftritten der Narren gespielt. Zu vielen Märschen wurde auch ein Text verfasst, der dann von Narren und Publikum mitgesungen wird.

## Geschichte
Der Mainzer „Narrhallamarsch“ von 1840 gilt als erster eigens für die Fastnacht arrangierter Marsch; er verwendet Motive aus einer französischen Oper.
Der Rottweiler Narrenmarsch wurde 1882 von Heinrich von Besele als wahrscheinlich erster spezieller Narrenmarsch der schwäbisch-alemannischen Fasnet komponiert und wurde anlässlich einer Saalveranstaltung uraufgeführt. 1911 entdeckte ihn der damalige Musikdirektor Sander neu, arrangierte ihn für Militärmusik und spielte ihn erstmals beim Narrensprung mit der Stadtkapelle. Einen Text dazu verfasste Otto Wolf 1919. Der sprachlich etwas unbeholfene Text fasst dabei die Grundzüge der Rottweiler Fasnet so zusammen: Und solang noch Reichsstadt Blut durch die Adern fließen tut, feiern wir Fasnacht, die Fasnacht in aller Pracht. Halten hoch die Tradition, weichen niemals ab davon. Jedem zur Freude und niemand zum Leid.
Neben eigens komponierten Märschen kann sich auch ein vorhandener Marsch durch das traditionelle Spielen an Fasnetsumzügen zu einem Narrenmarsch entwickeln. So ist der Altjägermarsch eine weit verbreitete Weise, als Marsch der Freiwilligen Jäger aus den Befreiungskriegen von 1813 bis 1815 komponiert, wird er heute noch viel zur Fasnet gespielt. In Rottweil intoniert ihn als einzige Musikgruppe die Jugendkapelle zum Narrensprung, wenn sie vor dem Narrensamen herschreitet. In Meersburg und Kiebingen gilt er als der Narrenmarsch, in Zürich heißt er Sechseläuten-Marsch.

## Beispiele von Narrenmärschen

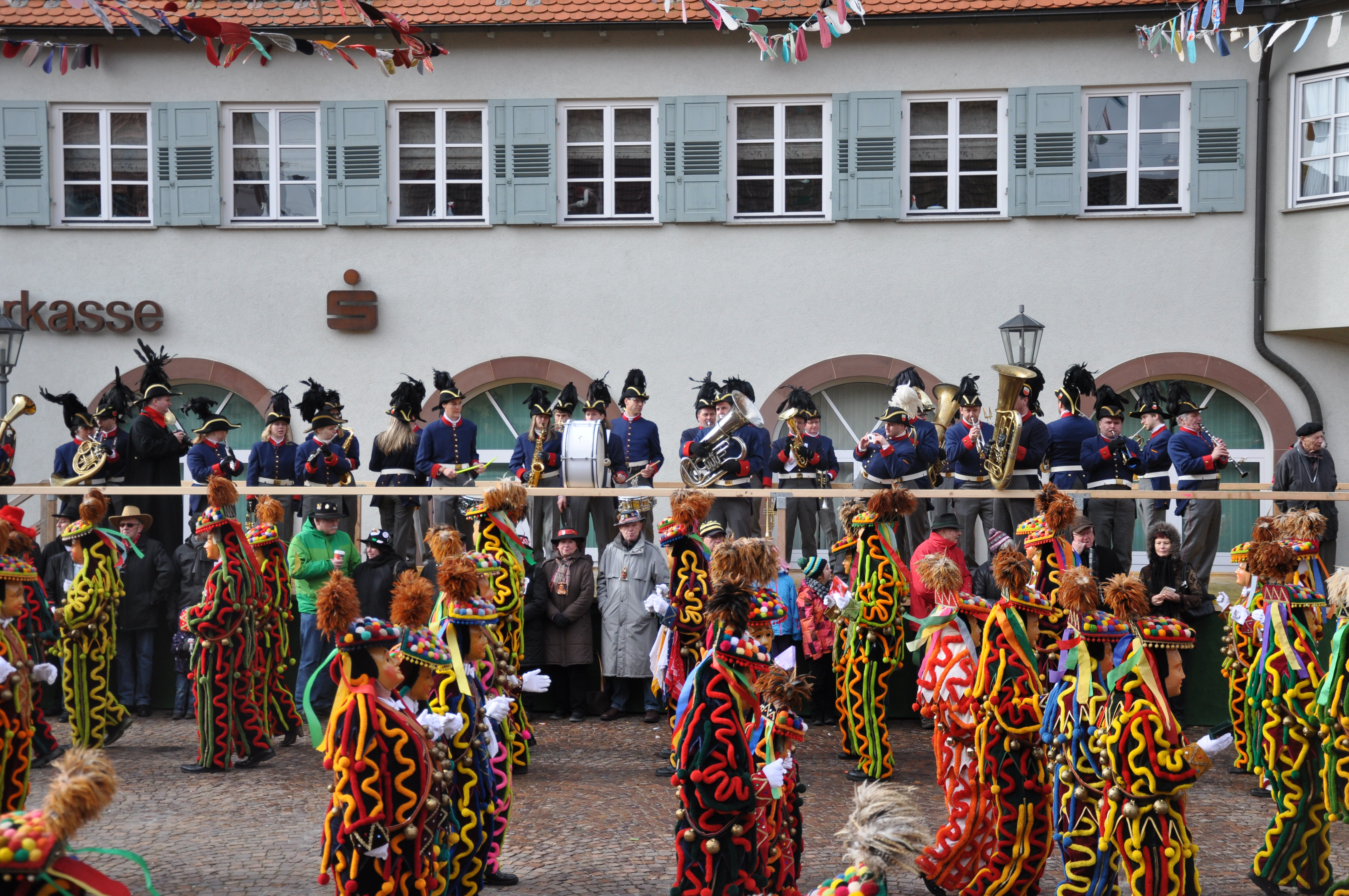
Die Stadtkapelle Schömberg begleitet den „Bolanes“ mit dem Narrenmarsch, 2014

- Der Donaueschinger Narrenmarsch stammt aus der Feder des 1801 in Prag geborenen Johann Wenzel Kalliwoda und wurde 1840 als Teil einer Oper komponiert, Hofmusiker Rinsler schrieb ihn als Marsch für die Fürstliche Feldmusik um. Erst viel später wurde er zum Narrenmarsch.

- Der „Alte Elzacher Narrenmarsch“ stammt wohl aus der Zeit um 1900, der neue Elzacher Narrenmarsch, auch „Schuttigmarsch“ genannt, wurde das erste Mal 1911 gespielt. In der Fastnacht der Partnerstadt Telfs wird er seit der Partnerschaft als „Bärenmarsch“ ebenfalls gespielt.

- Der Oberndorfer Narrenmarsch wurde nach dem Ersten Weltkrieg vom damaligen Stadtmusikus Karl Scharrer arrangiert. Als Vorlage und Text dienten die alten Oberndorfer Narrensprüche O jerom, o jerom, dia Fasnet hot a Loch und Jetzt gangat m’r halt au gar nemme hoim.

- Der Schömberger Narrenmarsch ist auch die Begleitmusik zum Narrentanz „Bolanes“. Dabei tanzen die Narren über eine Stunde lang auf dem Schömberger Marktplatz in verschiedenen Formationen. Der Narrenmarsch wird dabei von der Stadtkapelle ständig wiederholt. Erst am Ende geht der Tanz in einen Walzer mit anderer Musik über.[2]

- Der Komponist des Überlinger Narrenmarschs ist unbekannt. Der Marsch könnte bereits aus der Barockzeit stammen. Der beim Hänselejuck in Überlingen ebenfalls zu hörende „Narrenschunkler“ im Dreivierteltakt, zu dem die Hänsele auch tanzen, stammt hingegen aus den 1960er Jahren und wurde von Rudolf Siebold komponiert.[3]

- Villinger Narromarsch

- Der Villacher Faschingsmarsch wurde 1963 von Fred Clement (* 1902) komponiert.